# Rynge
Rynge är en by i Sjörups socken i Ystads kommun, Skåne län. Byn, som ligger söder om Trafikplats Rynge på Europaväg 65, 12 km nordväst om Ystad, avgränsades 1990 av SCB till en egen småort men ingår sedan 2015 i tätorten Rynge och Vallösa.
Vid Trafikplats Rynge finns en av Trafikverkets väderstationer som är placerade i klimatologiska extrempunkter, där det först brukar uppstå halka eller andra problem. Placeringen avgörs med hjälp av lokalkännedom hos Trafikverket.

## Historia
Namnet kan spåras tillbaka till år 1397, då omnämnt som "Rynde öde torp". Rynge kan ha varit en medeltida ödebebyggelse, som åter tagits i bruk. Namnet är ursprungligen sydskånsk dialekt, rynga, i betydelsen ”ruckel, förfallet eller oansenligt hus”.
Byn, som bestod av tre gårdar, låg ursprungligen norr om den nuvarande bebyggelsen, strax söder om nuvarande Rynge gård, norr om Europaväg 65. I en ägobeskrivning utförd av lantmätaren Anders Wadman från år 1746 finns här upptaget tre utsockne frälsehemman under Marsvinsholm och dess dåvarande ägare "Baron Ammiral, Landshöfding Öfwercommendant Carl Georg Siöblad". Senare lyder dessa tre hemman under Gundralöv och Fredrik Gyllenkrok fram till år 1779. Då avhystes bönderna och Rynge gård börjar uppföras av nye ägaren Johan von Hermansson. Vid en lantmäteriförrättning i Katslösa år 1816 framgår det av protokollet att Rynge gård då arrenderades av "Öfversten och Riddaren Joh. Er. Rosenblad." Efter Fredrik Johan Hermanssons död år 1834 förvärvades Rynge gård med ägor av kommerserådet Carl Martin Lundgren. Förvärvet omfattade bland annat byarna Norra Vallösa, 2 km nordväst om Rynge, Katslösa och Sjörup.
Under åren 1860–1862 lät Ryttmästaren och friherren Arvid Fredrik Kurck uppföra Rynge slott. Slottet kom sedermera att förfalla och revs omkring år 1970.
Rynge är i dag ett stationssamhälle som växte upp kring järnvägsstationen Rynge station, byggd från 1892, invigd den 1 oktober 1896, avbemannad och nedgraderad till hållplats 1965, slutligen nedlagd den 1 juni 1975, som fungerande som poststation 1896–1965. Många av tegelhusen i byn byggdes under denna era. Magasinet som ligger i anslutning till järnvägsstationen byggdes för spannmål som transporterades vidare med järnvägen.

## Idrott
Byn har ett fotbollslag som heter Rynge IK som delar ungdomsverksamhet med SoGK Charlo.

## Personer från orten
Johan von Hermansson levde sina sista år i Rynge i början av 1790-talet.
Rynge är även ett släktnamn och det finns flera personer med det efternamnet i Sverige, ättlingar till charkuterihandlaren Alfred Andersson (född 1865 i Rörum, avliden 1940 i Limhamn).